# 太田光の私が総理大臣になったら…秘書田中。
『太田光の私が総理大臣になったら…秘書田中。』（おおたひかりのわたしがそうりだいじんになったら ひしょたなか）は、日本テレビで2006年4月7日から2010年8月27日まで、毎週金曜日の19:56 - 20:54（JST）に放送されていた政治・経済などを扱う爆笑問題（太田光、田中裕二）の冠討論・バラエティ番組。
略称は『太田総理』（レギュラー放送終了後は『太田元総理』）。番組表では『太田総理…秘書田中（。）』及び『太田総理と秘書田中。』と略される場合が多かった。キャッチコピーは「国会を全否定!」。

## 概要
爆笑問題の太田光が扮する内閣総理大臣の元に、各界で活躍する著名人らが"議員"として集まり、「小さな国会」を開催するという設定で繰り広げられる政治トーク・バラエティー番組。『謎を解け!まさかのミステリー』の後継番組として放送開始した。 
日本テレビは当初、後継番組として『たかじんのそこまで言って委員会』の全国放送を検討しており、制作局の読売テレビにも掛け合っていたが、司会のやしきたかじんやスタッフらの反対の声が大きく、断念して当番組を放送することになった。
太田は本番組のオファーを受けた際は必ずしも前向きだったわけではなく、特に初期の頃は「ここまで政治について語るのは、コメディアンがやることじゃないんじゃないか」といった迷いを抱えていた旨を語っている。
日本のさまざまな社会問題を解決するために太田が掲げた「インターネットを免許制にします」「アメリカに今後1円も払いません! 米軍には出て行ってもらいます」「戦争はもちろん、一切の武力行使を放棄します」「中国と北朝鮮に迷惑料を請求し責任者を逮捕します」「2020年東京オリンピックが終わるまで消費税は上げません」などの極端なマニフェスト（議員側がマニフェストを提示することもある）に対して、議員らが賛成・反対・保留の3つの立場に分かれトークバトル（討論）を繰り広げる。番組中、太田は「太田総理」または「総理」、出演した著名人らはそれぞれ「○○議員」と呼ばれる。
トークバトル終了後、議員らによってマニフェストの採決が行われ、賛成が過半数に達した場合は可決され、半数以下の場合は否決となる。毎週、マニフェストは1本審議され、前半部か後半部で別企画が放送されるが、内容によっては1本の審議に全放送時間が費やされることもある。なお、2006年9月までは原則としてマニフェストの審議は2本となっていた。
当初は特番として2005年10月15日・10月22日（バリューナイトフィーバー枠、一部地域のみ）と2006年1月3日のゴールデンタイム（18:00 - 20:00 JST、全国ネット）にて放送され、好評だったことからレギュラー放送に昇格した。
2009年4月と10月には放送時間が2分ずつ前倒しされる形で拡大し、それぞれ19:58、19:56開始となった。
初期の頃は視聴率が月平均9.3%と苦戦を強いられていたが、2008年からは12 - 13%前後に安定し、2009年1月23日の放送で19.0%と番組最高視聴率を記録した。
しかし、2009年には視聴率が10%を切ることが多くなった。その後も低迷が続き、2010年8月27日をもってレギュラー放送を終了し、以後は特別番組として放送していくことになった。
番組終了から次番組開始までは、以下の特番でつないだ。
- 2010年9月3日 - 第30回全国高等学校クイズ選手権
- 2010年9月10日 - ビートたけし特別主催 おバカンヌNo.1映像祭
- 2010年9月17日 - 今夜初公開!芸能人ウワサの美人妻&イケメン夫 顔が見たいスペシャル
- 2010年9月24日 - 鳥人間コンテスト2010

なお、レギュラー放送終了から2カ月後に、本番組が評価され「第5回マニフェスト大賞」の審査委員長特別賞を爆笑問題が受賞。2010年11月5日に行われた授賞式に爆笑問題が出席した。
レギュラー放送終了後の特別番組では太田は総理を辞任した設定で、野党「太田党」の党首として出演している。
- 2010年12月3日の『金曜スーパープライム』枠で『太田光のもう一度総理になりたい…秘書田中。』（略称は『太田元総理』）が放送された。「党幹事長」として草野仁が出演した。視聴率は12.7%を記録した。
- 2013年3月23日には『サタデーバリューフィーバー』枠で『総理の器』が放送された。
- 同年5月2日19:00 - 20:54には『出直し!太田光の私が総理大臣になったら…秘書田中。』が放送された。視聴率は12.8％を記録した。
- 同年9月25日19:00 - 20:54には『返り咲き!?太田総理がまた吠える…秘書田中。』が放送された。この回からは太田が再び総理の座に返り咲いた設定となっていた。視聴率は8.6％。

## 構成
初めに提案者がマニフェストを発表し意見をVTRで紹介される。大抵2部構成となっており、前半はマニフェストに関する問題点が述べられ、後半はマニフェストが可決されたときのメリットを紹介する。そして、最後は必ず「こうして日本は平和になったのだ」（国際問題のときは「世界は」になる）という決まり文句でしめる。
マニフェストによっては、参考人が途中参加して審議や採決に加わる（ただし、「ニート問題」を取り上げた回では、数人のニート代表が「参考人」として登場したが、採決には加わらなかった）。賛成票が過半数に達するとマニフェストは可決となる（賛成と反対が同数になった際は「賛成が反対を上回らなかった」として否決扱い）。
可決されたマニフェストは「現実の国会に陳情される」ことになっている。
国会議員が参加する場合は、各議員への設問まで明記された筋書きが渡されており、各国会議員は予習をした上で参加している。また、回答内容によって、議員からの要望により「カットしていただくことになる」「きっと放映されない」部分が発生した場合には、要望通りにするとされる。
基本的に太田が掲げたマニフェストの場合、田中裕二と第二秘書は審議に参加せずに首相官邸で待機する（2007年8月10日のみ第二秘書の山本モナも参加した。後述）。なお、参加議員からの「手土産」を味わいながら待機するのが恒例となっている。審議の合間に参考として、議員に関する調査や討論などの企画が行われることもある。
2007年4月13日の放送からは、番組放送中に番組公式サイト、FAXで審議中のマニフェストに対する意見を視聴者から募り、収録時の結果発表後に森富美が（副調整室と思われる場所から）生放送で投票結果を発表し、賛成・反対双方の意見を紹介している。2007年10月19日の放送では、太田もこのコーナーに出演した。
当初は審議の直前に、太田・田中・第二秘書による首相官邸を舞台にしたコントがあった。また、番組の終了間際には「聞いてよ田中ちゃん」という、番組に出演した「議員」の個人的な意見や苦情を田中が聞くコーナーがあった。ちなみに田中のコーナーの出演者は番組ウェブサイトで応募が可能だった。しかし2006年10月20日から「国民の怒り」というコーナーが新設された。

## 出演者

### 内閣
総理大臣
- 太田光（爆笑問題） - レギュラー放送終了後から復活特別番組第3弾までは、野党「太田党」党首・元総理という肩書きになっていた。

第一秘書
- 田中裕二（爆笑問題）

第二秘書
- 和希沙也（2005年10月15日・10月22日の特番。2009年1月16日の放送では代理秘書として参加） - 初代
- 小林麻央（2006年1月3日の特番） - 2代目
- 熊澤枝里子（レギュラー放送2006年4月7日 - 2007年3月16日） - 3代目
- 山本モナ（同上2007年4月13日 - 2008年7月4日以後無期限謹慎により降板、以後、関根麻里になるまでは女性アイドルが代行となった。しかし2009年1月30日の放送でゲストとして出演） - 4代目
- 関根麻里（同上2009年10月30日 - 2010年3月12日） - 5代目
- 優木まおみ（同上2009年10月16日 - 2010年7月23日） - 5代目
- ※上記がレギュラー放送の最終回で「歴代第二秘書」として紹介された者

- 古市幸子（当時日本テレビアナウンサー、同上2008年8月1日 - 2010年8月27日、「国民の怒りトップ5」のみで、国会の審議では議長を担当しているためこの時は、ゲスト出演の女性アイドルなどが代理秘書を担当している）
- ダレノガレ明美（2013年5月2日・9月25日の特番）

首相補佐官
- 松本志のぶ - 「太田ゼミナール」コーナー担当

議長
- 森富美（日本テレビアナウンサー、番組当初 - 2008年秋、2010年4月）

### レギュラー議員（定期的に出演する議員）
- 木下優樹菜
- ふかわりょう
- つるの剛士
- 慶
- 北斗晶
- えなりかずき
- 東ちづる
- 松居一代
- 五月みどり
- 佐藤唯
- 高部あい
- 石黒彩
- 髙田万由子
- 荻原博子（経済ジャーナリスト）
- 若林亜紀（経済ジャーナリスト）
- 森永卓郎
- 宮崎哲弥
- ケビン・クローン
- 金美齢

### 政治家のレギュラー議員
所属政党・役職はレギュラー終了の2010年8月27日当時。
- 原口一博（元総務大臣・民主党議員）
- 渡辺周（総務副大臣・民主党議員）
- 田村謙治（内閣府大臣政務官・民主党議員）
- 生方幸夫（民主党議員）
- 末松義規（内閣府副大臣・民主党議員）
- 藤末健三（民主党議員）
- 森ゆうこ（民主党議員）
- うえまつ恵美子（民主党議員）
- 三宅雪子（民主党議員）
- 早川久美子（民主党議員）
- 石破茂（元防衛大臣・元農林水産大臣・自民党議員）
- 鴨下一郎（元環境大臣・元厚生労働副大臣・自民党議員）
- 平沢勝栄（元内閣府副大臣・自民党議員）
- 大村秀章（元内閣府副大臣・自民党議員）
- 山本一太（元外務副大臣・自民党議員）
- 河野太郎（元法務副大臣・自民党議員）
- 世耕弘成（自民党議員）
- 丸山和也（自民党議員・弁護士）
- 猪口邦子（元内閣府特命担当大臣・自民党議員）
- 片山さつき（自民党議員）
- 佐藤ゆかり（自民党議員）
- 松あきら（公明党議員）
- 穀田恵二（共産党議員）
- 福島瑞穂（社民党党首・元内閣府特命担当大臣・弁護士）
- 保坂展人（前社民党議員）
- 亀井亜紀子（国民新党議員）
- 江田けんじ（みんなの党幹事長）
- 浅尾慶一郎（みんなの党議員）
- 片山虎之助（元総務大臣・元自民党議員）

以上のメンバーのなかには不定期出演者も多く出演する。

## 討論以外の企画

### ミニコーナー
聞いてよ田中ちゃん
秘書田中裕二によるコーナー。首相官邸に来た国民や有名人の陳情（意見や訴えやお願い）を、太田偽総理に代わり秘書田中が話し合い聞く。2006年9月まで放送されていた。
国民の怒り
番組サイトで募集した国民が怒っているニュース（月曜日までに集計された分を放送）を、トップ5と太田総理の選んだ番外（ゲストの選んだ番外も取り上げることがある）をカウントダウン形式で取り上げ太田総理を含む8人の議員と司会の秘書2人が討論する。主に番組の最初に放送される。
ニュースごとに詳細の映像を流し「国民は怒ってます!!」のフレーズ（「一部の国民は怒ってます!!」だったことがあり、2008年に入り「国民は不安です…」「考えさせられています」「ガッカリです…」などが入ることもある）を出した後、田中が挙手で意見を募る。以前に取り上げたニュースと同じものや放送時間の都合などで一部のニュースはトークがカットされる。番組の最初に放送される際は、5〜2位までは番組の冒頭で紹介し、1位のニュースは番組の最後で取り上げられる。また、2007年8月以降はトップ3に減らされた回もある。
最近は、ニュースにちなんだお題でトークをすることも多い（例：「振り込め詐欺事件多発」→「最近、騙されたことは?」）。また、回によってはニュースやゲストに関した事前アンケートやセット・小道具を用意したこともある。
番外編の太田総理の怒りは太田の個人的な内容が多く、通常の審議で意見が合わない金美齢、山本一太と太田総理が意気投合する場面が多く見られ、逆に原口一博が太田総理の意見にツッこみを入れる場面が多い（ただし、出演者全員が納得した回もある）。
題名に「国民の」と付いているが、コーナー作成はスタッフが投票された意見を「参考」に独自のランキング作成。
ここ最近になってブレイクしだした芸人は初登場時にほぼ必ずネタを披露していた。
これだけ知ってりゃ大丈夫! クイズ!太田ゼミナール
2009年6月19日から開始されたコーナー。政治や法律に関するクイズをVTR形式で出題し田中とゲスト議員がフリップで回答する。司会は太田と松本志のぶ、解説役として坂東太郎が出演。なお、このコーナーは同9月の放送分をもってコーナーを終了している。
政治家のお悩み相談室
2013年3月23日の復活特番から登場したコーナー。政治家が政策上で困っていることを相談し、太田をリーダーとする「太田党」などいくつかのグループが具体的な政策を提案する。最後にはどの政策が最も参考になったか政治家が判定する。

### ロケ企画
太田総理国会へ
太田総理が可決されたマニフェストを永田町に持ち込みに行く。
陳情した政治家
- 鴨下一郎
- 丹羽雄哉
- 原口一博

太田総理佐渡島へ
太田が佐渡島に住む元米軍兵チャールズ・ロバート・ジェンキンスと佐渡島で対談。放映当日、本編以外のミニコーナー（国民の怒り）を休止し、この緊急企画を放送。
出張!国民の怒り!!
改編期の特番で放送された企画。太田が新橋や巣鴨などで一般人から政治に対する怒りをぶつけてもらう。怒りは太田、田中秘書、第二秘書（ゲスト）の中からくじ引きで選ばれ、具体的な不満を言いながらヘルメット越しにピコピコハンマーで叩いてもらう。

### 番外企画
特別対談
ゲストが太田（秘書の2人も参加）と日本の政治をはじめとした様々なテーマでスタジオで対談を行う。
これまでの対談相手
- 福留功男
- 草野仁
- 田原総一朗
- 菅直人夫妻
- 猪瀬直樹
- 新庄剛志
- 田中康夫
- 萩本欽一

証人喚問
番組の特別編として放送されたスペシャル版。当時世間を騒がせた著名人たちが証人として登場し、太田内閣と称される出演者が追求していくという企画。閣僚には官房長官の福留功男をはじめ、頻繁に出演するタレント・政治家がいる。
2010年以降、通常の1時間番組が「証人喚問」企画として行われることがある。福留は出演しない。
これまでの放送
- 2007年12月25日 21:00 - 23:03 「爆笑問題の証人喚問 太田内閣がアノ関係者とっちめちゃうぞスペシャル」

- 2008年10月10日 19:00 - 20:54 「太田光の私が総理大臣になったら…秘書田中。こんな日本に誰がした緊急!証人喚問スペシャル」

- 2008年12月26日 19:00 - 20:54 「太田総理の証人喚問 2008年世間を騒がせた21人を徹底追及スペシャル」

その他
緊急討論!どうなる総裁選 福田氏か?麻生氏か?
安倍晋三の突然の総理辞任による総裁選直前企画として、太田と田中・山本秘書や自民・民主の国会議員達が政治や国際情勢の現状を討論した。また、放送時には総裁選に立候補した福田と麻生のどちらが総裁にふさわしいか、ネット投票で意見を募った。
日本の外交が危ない!?緊急討論! 太田総理VS石破茂
太田が石破議員の事務所で日本の外交問題や国民投票法案について討論。

## 放送での出来事
- 「アメリカに原爆被害の賠償金を請求します」（2007年8月10日）で、第二秘書の山本モナも被爆3世であることから審議に参加した。このため、審議中は工藤亜友が代理秘書として田中とともに待機していた。
- 太田が提案した法案「タレントは選挙に立候補することを禁止します」（2006年6月23日）の審議で賛成席についていた東国原英夫（当時はそのまんま東）が翌年宮崎県知事選に立候補し当選している（太田はその後ワイドショーのインタビューで「裏切られた」と発言）。東国原としては選挙に出るかどうかは迷っていた時期で最終的には反対票を投じたとのこと。
- 「少年法を廃止します」（2007年6月29日）で、少年2人に息子を殺された母親のコメントに対し、民主党の平岡秀夫議員の「悪いことをした子供達はそれなりの事情があったのでは…」などの発言が放送直後からネット上で「暴言を吐いた」などと騒動になり、民主党本部や国会事務所などにも抗議が相次いだことから、謝罪する事態となった。
- 2008年7月18日には、第二秘書の山本モナが自身の不倫スキャンダルの影響でメディア出演自粛となったため、「国民の怒り」では山本によるメッセージを田中が読み上げ、同じ名字という理由から山本一太が、同年8月1日からは古市幸子が代役を務めた。また、2008年7月18日には山本モナへの意見をFAXで募り、番組の最後に1通だけ紹介された。

## 受賞・評価
- 当番組を制作するIVSテレビ制作とオフィスぼくらが、全日本テレビ番組製作社連盟主催の第23回ATP賞テレビグランプリ2006・テレビ記者賞を受賞
- ギャラクシー賞 第1回マイベストTV賞グランプリ 第7位[11]
- ギャラクシー賞 第43回奨励賞受賞作品 テレビ部門 受賞[12]
- 第5回マニフェスト大賞 審査委員長特別賞（爆笑問題が受賞）[13]

ニューヨーク・タイムズは太田と『太田総理』を大きく取り上げた。
2006年9月15日に発表された「総理大臣になって欲しい有名人ランキング」では太田が総合2位に選ばれた。ちなみに1位は北野武。

## ネット局と放送時間
| 放送対象地域   | 放送局                    | 系列                                           | 放送曜日・放送時間   |
| -------------- | ------------------------- | ---------------------------------------------- | -------------------- |
| 関東広域圏     | 日本テレビ（NTV） 制作局  | 日本テレビ系列                                 | 金曜日 19:56 - 20:54 |
| 北海道         | 札幌テレビ（STV）         | 日本テレビ系列                                 | 金曜日 19:56 - 20:54 |
| 青森県         | 青森放送（RAB）           | 日本テレビ系列                                 | 金曜日 19:56 - 20:54 |
| 岩手県         | テレビ岩手（TVI）         | 日本テレビ系列                                 | 金曜日 19:56 - 20:54 |
| 宮城県         | ミヤギテレビ（MMT）       | 日本テレビ系列                                 | 金曜日 19:56 - 20:54 |
| 秋田県         | 秋田放送（ABS）           | 日本テレビ系列                                 | 金曜日 19:56 - 20:54 |
| 山形県         | 山形放送（YBC）           | 日本テレビ系列                                 | 金曜日 19:56 - 20:54 |
| 福島県         | 福島中央テレビ（FCT）     | 日本テレビ系列                                 | 金曜日 19:56 - 20:54 |
| 山梨県         | 山梨放送（YBS）           | 日本テレビ系列                                 | 金曜日 19:56 - 20:54 |
| 新潟県         | テレビ新潟（TeNY）        | 日本テレビ系列                                 | 金曜日 19:56 - 20:54 |
| 長野県         | テレビ信州（TSB）         | 日本テレビ系列                                 | 金曜日 19:56 - 20:54 |
| 静岡県         | 静岡第一テレビ（SDT）     | 日本テレビ系列                                 | 金曜日 19:56 - 20:54 |
| 富山県         | 北日本放送（KNB）         | 日本テレビ系列                                 | 金曜日 19:56 - 20:54 |
| 石川県         | テレビ金沢（KTK）         | 日本テレビ系列                                 | 金曜日 19:56 - 20:54 |
| 福井県         | 福井放送（FBC）           | 日本テレビ系列／テレビ朝日系列                 | 金曜日 19:56 - 20:54 |
| 中京広域圏     | 中京テレビ（CTV）         | 日本テレビ系列                                 | 金曜日 19:56 - 20:54 |
| 近畿広域圏     | 読売テレビ（ytv）         | 日本テレビ系列                                 | 金曜日 19:56 - 20:54 |
| 鳥取県・島根県 | 日本海テレビ（NKT）       | 日本テレビ系列                                 | 金曜日 19:56 - 20:54 |
| 広島県         | 広島テレビ（HTV）         | 日本テレビ系列                                 | 金曜日 19:56 - 20:54 |
| 山口県         | 山口放送（KRY）           | 日本テレビ系列                                 | 金曜日 19:56 - 20:54 |
| 徳島県         | 四国放送（JRT）           | 日本テレビ系列                                 | 金曜日 19:56 - 20:54 |
| 香川県・岡山県 | 西日本放送（RNC）         | 日本テレビ系列                                 | 金曜日 19:56 - 20:54 |
| 愛媛県         | 南海放送（RNB）           | 日本テレビ系列                                 | 金曜日 19:56 - 20:54 |
| 高知県         | 高知放送（RKC）           | 日本テレビ系列                                 | 金曜日 19:56 - 20:54 |
| 福岡県         | 福岡放送（FBS）           | 日本テレビ系列                                 | 金曜日 19:56 - 20:54 |
| 長崎県         | 長崎国際テレビ（NIB）     | 日本テレビ系列                                 | 金曜日 19:56 - 20:54 |
| 熊本県         | くまもと県民テレビ（KKT） | 日本テレビ系列                                 | 金曜日 19:56 - 20:54 |
| 宮崎県         | テレビ宮崎（UMK）         | フジテレビ系列／日本テレビ系列／テレビ朝日系列 | 金曜日 19:56 - 20:54 |
| 鹿児島県       | 鹿児島読売テレビ（KYT）   | 日本テレビ系列                                 | 金曜日 19:56 - 20:54 |

- クロスネット局のテレビ大分は同時間帯はフジテレビ系列の番組を同時ネットで放送している上、他の時間帯での遅れネットも行わなかった。
- 日本テレビ系列局のない沖縄県では琉球放送（TBS系列）が不定期に放送していた。
- テレビ宮崎では、この番組終了後、2015年4月の『ネプ&イモトの世界番付』（2012年10月から2014年9月まで放送していた宮崎放送から移行）まで20時台の日本テレビ系同時ネットが途絶えることとなった。

## スタッフ

### 復活特番のスタッフ（2013年5月2日放送分）
- 構成 : 桜井慎一、小野高義、石塚祐介、大谷裕一 / 野口悠介
- TM (テクニカルマネージャー) : 木村博靖（日本テレビ）
- SW (スイッチャー) : 村松明
- カメラ : 日向野崇
- VE (ビデオエンジニア) : 山口考志
- 音声 : 池田正義
- 照明 : 小川勉
- モニター : 小内一豊
- 技術協力 : NiTRo、ヌーベルバーグ、ヌーベルPC
- アートプロデューサー : 大川明子
- 美術デザイン : 田澤奈津美、本田恵子
- 大道具 : 中川清
- 電飾 : 樋口巧
- 小道具 : 宍倉正一
- メイク : スタジオまむ
- 美術協力 : 日テレアート
- 音効 : 森山顕仁
- TK (タイムキーパー) : 大岡伸江
- ECG : 滝澤奈美子
- 編集 : 小山雄一郎、山下直哉
- MA : 高山元
- 編成 : 渡瀬慶吾（日本テレビ）
- 広報 : 松榮大（日本テレビ）
- 営業 : 中山大輔（日本テレビ）
- 政治部 : 呉文彦（日本テレビ）
- ホームページ : 中村光祐
- タイトル : ドラゴンプー
- リサーチ : フォーミュレーション、NO.1S
- AD : 佐藤暢晃、富岳涼香
- AP : 小森亮（IVSテレビ制作）、照井ゆずみ（オンリー・ワン）
- デスク : 山本恭代（オフィスぼくら）
- 制作進行 : 浜田和宏（オフィスぼくら）
- ディレクター :森山琢哉（日本テレビ）、福井翔一郎（オンリー・ワン）
- 演出 : 安彦和弘（Fact）、 鈴木守（オンリー・ワン）、武石政人（IVSテレビ制作）、中井康二
- プロデューサー : 宮本誠臣・吉田尚代（日本テレビ）、小林宏充・本間正幸（オフィスぼくら）、錦信次・田中眞理子（IVSテレビ制作）、神尾育代（オンリー・ワン）
- 総合演出 : 三浦伸介（日本テレビ）
- チーフプロデューサー : 大野彰作（日本テレビ）
- 制作協力 : オフィスぼくら、IVSテレビ制作、オンリー・ワン
- 製作著作 : 日本テレビ

### 最終回時点のスタッフ
- ナレーター : 小林清志、藤井恒久（日本テレビアナウンサー） - 「太田ゼミナール」コーナー担当
- 構成: 小野高義、桜井慎一、石塚祐介、石川サトシ、YAS5000 / 高橋洋二、秋葉高彰、野口悠介
- TM (テクニカルマネージャー) : 江村多加司・古川誠一（日本テレビ）
- SW (スイッチャー) : 高梨正利、村松明、三井隆裕（週替り）
- カメラ: 山田祐一、三井隆裕、榎本丈之（週替り）
- 音声: 大島康彦、池田正義（週替り）
- VE (ビデオエンジニア) : 塩原和益、田口徹、天内理絵、三崎美貴（週替り）
- 照明: 小川勉、谷田部恵美（週替り）
- 美術: 松崎純一、本田恵子
- イラスト: 河井克夫
- CG: glow（以前はスウィッシュ・ジャパンとして表記）
- 音効: 森山顕仁・高村幸一（ヘンドリックス）
- TK (タイムキーパー) : 大岡伸江
- VTR編集: 加納敏行・小川洋行（読売映像）
- MA: 安藤隆司（読売映像）
- リサーチ: フォーミュレーション
- アドバイザー:坂東太郎
- デスク: 山本恭代・田村麻衣（オフィスぼくら）
- 制作進行: 川原三穂（オフィスぼくら）
- AP (アシスタントプロデューサー) : 浜田和宏・本間正幸・細越貴子・五十嵐久也（オフィスぼくら）、田中眞理子（IVSテレビ）、平野綾音
- ディレクター: 松山和久（SFINX）、鈴木守（オンリー・ワン）、内田秀実（日本テレビ）、山崎勝・萩原博喜・牧田安弘（IVSテレビ）、中井康二、片山陽、吉田慶介、矢野昭彦（オフィスぼくら）、杉本朋子、飯野修一
- 演出: 渡辺政次（日本テレビ）、安彦和弘（Fact）、野澤尚弘（IVSテレビ）
- 総合演出: 三浦伸介（日本テレビ）
- プロデューサー: 吉田和生（日本テレビ）、小林宏充（オフィスぼくら）、錦信次（IVSテレビ）
- チーフプロデューサー: 竹内尊実（日本テレビ）
- 技術協力: NiTRo（旧：NTV映像センター）、ヌーベルバーグ、八峯テレビ
- 美術協力: 日本テレビアート
- 企画協力: タイタン
- 制作協力: IVSテレビ制作、オフィスぼくら
- 製作著作: 日本テレビ

### 過去のスタッフ
- チーフプロデューサー: 菅賢治（日本テレビ）
- プロデューサー: 大野彰作（日本テレビ）、植松保弘（SFINX）
- ディレクター: 森大祐（日本テレビ）、貞松秀樹（IVSテレビ）
- 構成: 山谷隆、守矢直記、竹西亮、八木たかお
- 美術: 小野寺一幸
- 音効: 岡田淳一（ヘンドリックス）
- リサーチ: フルタイム
- ロケ協力: 日本テレビ学院

### パイロット版
- 構成: 小野高義、桜井慎一、山谷隆、石塚祐介/高橋洋二、野口悠介
- TM: 福王寺貴之（日本テレビ）
- SW: 村松明
- CAM: 榎本丈之
- AUD: 今野健
- VE: 山口考志
- 技術協力: 日テレ映像センター、ヌーベルバーグ
- 美術: 小野寺一幸
- デザイン: 本田恵子
- 照明: 小川勉
- メイク: パンプキン
- 美術協力 : 日テレアート
- EED : 菊地正晴（#1）、青柳諭（#2）（オムニバス・ジャパン）
- MA : 小野敬太郎（オムニバス・ジャパン）
- 音効: 森山顕仁（ヘンドリックス）
- TK: 大岡伸江
- 広報 : 原のりこ（日本テレビ）
- ナレーター : 小林清志
- デスク: 山本恭代（オフィスぼくら）、近藤照代（IVSテレビ）
- AP: 浜田和宏（オフィスぼくら）、成瀬広靖（IVSテレビ）
- ディレクター: 安彦和弘（Fact）、野澤尚弘（IVSテレビ）、日野力（オフィスぼくら）、山崎勝（IVSテレビ）
- 総合演出: 三浦伸介（日本テレビ）
- プロデューサー: 竹内尊実（日本テレビ）、小林宏充（オフィスぼくら）、錦信次（IVSテレビ）
- チーフプロデューサー: 菅賢治（日本テレビ）
- 制作協力: オフィスぼくら、IVSテレビ制作
- 製作著作: 日本テレビ